# Elizabeth Mandlik
Elizabeth Mandlik (født 19. maj 2001 i Boca Raton, Florida, USA) er en kvindelig professionel tennisspiller fra USA.
Elizabeth Mandlik er datter af tennisspilleren Hana Mandlíková og barnebarn til løberen Vilém Mandlík.